# Hoplotarache deceptrix
Hoplotarache deceptrix är en fjärilsart som beskrevs av W. Warren 1913. Hoplotarache deceptrix ingår i släktet Hoplotarache och familjen nattflyn. Inga underarter finns listade i Catalogue of Life.